# Bundži Sakita
Bundži Sakita (japonsky 崎田 文二, Sakita Bundži; 1930 – 31. prosince 2002) byl japonsko-americký teoretický fyzik, autor důležitých příspěvků v kvantové teorii pole, teorii strun a jeden z objevitelů supersymetrie z roku 1971. Vyučoval na City College of New York.

## Mládí
Narodil se v Japonsku v roce 1930 v prefektuře Tojama. Bakalářský titul získal na Kanazawa University v roce 1953, poté přešel na Nagojskou univerzitu, kde v roce 1956 získal magisterský titul. Patřil mezi vybranou skupinu japonských studentu, které Robert Marshak přijal na Rochesterskou univerzitu. V Rochestseru spolupracoval s Charlesem Goebelem a v roce 1959 zde získal doktorát. Jako postdoktorand odešel na University of Wisconsin–Madison, prázdniny ovšem strávil v Argonne National Laboratory, kde vyvinul SU(6) symetrii nerelativistické kvarkového modelu zevšeobecněním Wignerovy supermultipletové symetrie kombinující rotaci a izospin.
V roce 1967 v průběhu svého pobytu v Izraeli se dozvěděl o modelu duální rezonance a značná část jeho pozdějších prací se tomuto modelu věnovala. S Goebelem získal mnohočásticovou generalizaci Venezianovy amplitudy. Při práci s Keiji Kikkawou a Miguelem Virasorem řešil problém unitarity duálních amplitud, nastavení formalismu duálních diagramů, které jsou analogické s Feynmanovými diagramy pro výpočet amplitud smyčky. Sakita vyvinul společně s Virasorem a Jeanem-Loupen Gervaisem k těmto výpočtům funkční formalismus.

## Supersymetrie
V roce 1971 ukázali Jean-Loup Gervais a Bundži Sakita ve své práci s názvem "Field Theory Interpretation of Supergauges in Dual Models" symetrii mezi bosony a fermiony fermionové strunové teorie a napsali tak první lineární supersymetrické pojednání. V moderí terminologii má Gervaisův-Sakitův lagrangiá místní superkonformní symetrii. V roce 1973 ve své práci Julius Wess a Bruno Zumino rozšířili dvourozměrné supersymetrie objevené v teorii strunna čtyřdimenzionální teorii pole s časovou supersymetrií. Různé verze supersymetrie objevili o něco dříve Jurij Abramovič Golfand a E. P. Likhtman, což v té době ale nebylo známo fyzikům jinde ve světě.
V roce 1970 se Robert Marshak stal prezidentem City College of New York. Sakita tam byl v té době již významným profesorem a podílel se na rychlém rozvoji programu fyziky a vedl skupiny fyziky vysokých energií. Tato silná skupina pracovala na mnoha oblastech výzkumu jako teorie strun, supersymetrie, fenomenologie částic a další.

## Další život
V roce 1970 se stal příjemcem Guggenheimova stipendia. Byl velmi oblíbený učitel pro svůj pozitivní vztah ke studentům s nimiž udržoval intenzivní pracovní vztahy. V roce 1974 získal Nishina Memorial Prize of Japan.
Zemřel v srpnu 2002 po dlouhém boji s rakovinou. Měl tři děti.